# Sam McDaniel
Samuel Rufus McDaniel (28 de janeiro de 1886 – 24 de setembro de 1962) foi um ator americano que apareceu em mais de 210 programas de televisão e filmes entre 1929 e 1950. Ele era o irmão mais velho das atrizes Etta McDaniel e Hattie McDaniel.

## Juventude
Nascido em Wichita, Kansas, filho de ex-escravos, McDaniel era um de 13 filhos. Seu pai, Henry McDaniel, lutou na Guerra Civil com o 122º USCT e sua mãe, Susan Holbert, era cantora de música gospel. Em 1900, a família mudou-se para o Colorado, morando primeiro em Fort Collins e depois em Denver onde cresceu e se formou na Denver East High School. Os filhos da família McDaniel fizeram um show de menestréis itinerantes. Após a morte do irmão Otis em 1916, a trupe começou a perder dinheiro. Em 1931, McDaniel encontrou trabalho em Los Angeles com as irmãs Hattie, Etta e Orlena. Sam estava trabalhando no programa da rádio KNX chamado The Optimistic Donut Hour e conseguiu uma vaga para sua irmã.

## Carreira
McDaniel interpretou quase exclusivamente papéis de mordomo, porteiro, manobrista, carregador ferroviário e servo em filmes.
Ele interpretou Doc, o competente cozinheiro do navio, no filme vencedor do Oscar 1937, Captains Courageous. Ele também interpretou Spiffingham, o Mordomo, no filme dos Três Patetas, Heavenly Daze (1948). Ele foi o único afro-americano a aparecer em I Love Lucy, interpretando "Sam, o Porteiro" no episódio de 1955 "The Great Train Robbery". Ele apareceu sem créditos como garçom em um trem no filme de 1947 The Egg and I (com Fred MacMurray e Claudette Colbert) e em seu primeiro filme seguinte, Ma and Pa Kettle (1949). Ele também desempenhou vários papéis coadjuvantes no programa de TV The Amos 'n' Andy Show (1951–53).

## Morte
McDaniel morreu de câncer na garganta em 24 de setembro de 1962, em Woodland Hills, Los Angeles, Califórnia.

## Filmografia
- Aleluia (1929) como Adam (estreia no cinema)
- Brown Gravy (1929)
- Dance, Fools, Dance (1931) como mordomo de Luva (sem créditos)
- The Public Enemy (1931) como garçom-chefe
- A Free Soul (1931) como manobrista de cassino (sem créditos)
- Guilty Hands (1931) como Jimmy (sem créditos)
- Are You Listening? (1932)
- Grande Hotel (1932)
- The Rich Are Always with Us (1932) como Max, mordomo de Julian
- Movie Crazy (1932) como atendente de banheiro masculino (sem créditos)
- Once in a Lifetime (1932)
- Whistling in the Dark (1933)
- Employees' Entrance (1933) como zelador de prédio (sem créditos)
- Blondie Johnson (1933)
- Footlight Parade (1933)
- The Late Christopher Bean (1933)
- Lady Killer (1933)
- Going Hollywood (1933) como Rasputin, o porteiro do trem
- Broadway Through a Keyhole (1933)
- Fugitive Lovers (1934) como Zelador (sem créditos)
- Manhattan Melodrama (1934) (sem créditos)
- Operator 13 (1934)
- The Old Fashioned Way (1934) como carregador de trem
- The Dragon Murder Case (1934)
- Belle of the Nineties (1934) como admirador de Jasmine (sem créditos)
- Evelyn Prentice (1934)
- Kid Millions (1934) como comissário de bordo (sem créditos)
- One Hour Late (1934) como garçom
- Gold Diggers of 1935 (1935)
- Rendezvous (1935)
- Hearts Divided (1936)
- Poor Little Rich Girl (1936)
- The Gorgeous Hussy (1936)
- Polo Joe (1936) como Harvey (sem créditos)
- A Family Affair (1937)
- Dark Manhattan (1937) como Jack Johnson
- Captains Courageous (1937) como Doc
- It Happened in Hollywood (1937)
- Jezebel (1938)
- Four's a Crowd (1938)
- They Made Me a Criminal (1939)
- Union Pacific (1939)
- Days of Jesse James (1939)
- Virginia City (1940)
- Brother Orchid (1940)
- Too Many Husbands (1940) como Porter
- Virginia (1941)
- The Great Lie (1941)
- Bad Men of Missouri (1941)
- You Belong to Me (1941)
- All Through the Night (1942)
- Nascida para o Mal (1942)
- Silver Queen (1942)
- I Was Framed (1942) como Kit Carson, cozinheiro e servo
- After Midnight with Boston Blackie como porteiro do trem (sem créditos)
- Son of Dracula (1943) as Andy (sem créditos)
- The Iron Major (1943)
- The Adventures of Mark Twain (1944)
- Andy Hardy's Blonde Trouble (1944)
- Three Men in White (1944)
- Double Indemnity (1944) como Charlie, frentista
- Three Little Sisters (1944) como Benjy
- Home in Indiana (1944)
- Tall in the Saddle (1944)
- Music for Millions (1944)
- Experiment Perilous (1944) como carregador de trem (sem créditos)
- Dillinger (1945)
- The Naughty Nineties (1945)
- Lady on a Train (1945)
- My Reputation (1946)
- Without Reservations (1946) como Freddy
- Centennial Summer (1946)
- Never Say Goodbye (1946)
- The Egg and I (1947)
- The Secret Life of Walter Mitty (1947)
- The Foxes of Harrow (1947)
- Race Street (1948)
- The Babe Ruth Story (1948)
- Heavenly Daze (1948, curta)
- Ma and Pa Kettle (1949)
- Flamingo Road (1949)
- The File on Thelma Jordon (1950)
- The President's Lady (1953)
- Sangaree (1953)
- A Lion Is in the Streets (1953)
- Affair with a Stranger (1953)
- Carmen Jones (1954)
- A Man Called Peter (1955)
- Good Morning, Miss Dove (1956)
- Johnny Trouble (1957)
- A Hole in the Head (1959)
- Ice Palace (1960)
- The Adventures of Huckleberry Finn (1960) (último filme)